# 背書
背書（英語：Endorsement）是法律和金融術語，指的是在票據上簽名，票據所規定之權利由背書人轉讓給被背書人。

## 法律
台湾《票據法》第5條規定：
「在票據上簽名者，依票上所載文義負責。二人以上共同簽名時，應連帶負責。」；
中国大陆《票据法》第4条规定：
「票据出票人制作票据，应当按照法定条件在票据上签章，并按照所记载的事项承担票据责任。」
票據法所規定之票據為「匯票、本票、支票」。

## 其他意思
“背书”一詞的含义也可以指：
某人引用较权威的个人和组织的言论、文献和研究等来提高其自身的可信度。
举例而言，一个非语言学家引用许慎《说文解字》、德·索绪尔《普通语言学教程》或《牛津词典》来说明自己对语言学认识，然而这种行为可能会存在诉诸权威的问题，尤其是此人没有深入的认识的情况下。

## 外部連結
- （简体中文） 中华人民共和国票据法 （页面存档备份，存于）
- （繁體中文） 中華民國票據法 （页面存档备份，存于）